# Ammozoides validicorne
Ammozoides validicorne là một loài bọ cánh cứng trong họ Tenebrionidae. Loài này được Reitter miêu tả khoa học năm 1900.